# 강인우
강인우(姜麟右)는 일제강점기의 경찰 출신 관료이다.

## 생애
1911년 조선총독부 경무총감부의 창덕궁경찰서 소속 경부(警部)를 지낸 경찰 간부이다. 1920년 1월에 경성공회당에서 열린 국민협회의 창립 1주년 기념식에서 '동양평화'를 주제로 연설한 일이 있다.
김구에 따르면, 강인우가 비밀 업무를 받아 대한민국 임시정부가 있는 상하이로 들어온 적이 있다. 강인우는 김구와 면담하여 자신의 업무 기밀을 털어놓고, 귀국 후 무마할 수 있도록 거짓 보고자료를 달라고 요청한 일이 있다. 김구가 거짓자료를 주자 조선으로 돌아가서 그 공으로 함경남도 풍산군 군수직에 임명되었다는 일화가 《백범일지》에 실려 있다. 실제로는 1925년 함경남도 장진군 군수로 임명된 기록이 있다.
1949년 변호사 오숭은이 반민족행위처벌법에 따라 반민특위에 체포된 일이 있다. 이때 오숭은의 지인들은 진정서를 제출해 선처를 호소했는데, 진정서에는 1920년에 동향 출신 지도자인 안창호를 존경하여 독립운동을 몰래 도와주던 오숭은의 행동을 강인우가 밀고해 큰 곤란을 당한 적이 있다는 내용이 들어 있다.
2008년 민족문제연구소에서 친일인명사전에 수록하기 위해 정리한 친일인명사전 수록예정자 명단 중 경찰간부와 친일단체 부문에 수록되었다.